# (12498) Dragesco
(12498) Dragesco (1998 FY14) – planetoida z grupy pasa głównego asteroid okrążająca Słońce w ciągu 4,36 lat w średniej odległości 2,67 j.a. Odkryta 26 marca 1998 roku.